# Chassezac
De Chassezac is een zijrivier van de Ardèche in de Franse regio Auvergne-Rhône-Alpes.
Ze ontspringt in de Cevennen op de Montagne du Goulet ( waar ook de Allier ontspringt) op een hoogte van 1350 meter. In de buurt van Ruoms mondt ze uit in de Ardèche.
- Virtual International Authority File: 170284095